# Charles Wright Mills
Charles Wright Mills (n. 28 august 1916, Waco, Texas, SUA - d. 20 martie 1962, Nyack, New York) este, alături de Karl Max, Emile Durkheim, Georg Simmel și Max Weber, unul dintre marii teoreticieni ai sociologiei.
Cea mai solidă parte a operei sale a fost creată în anii '50 ai secolului al XX-lea: "White Collar" (1951), "The Power Elite" (1956)și "The Sociological Imagination" (1959)- sunt lucrări în care Mills ocupă o poziție potrivnică față de stupefacția culturală și închiderea politică. Aceste creații au constituit principalul răspuns al sociologului la ceea ce numea "marile întrebări" asupra societății.
C. Wright Mills considera că subiectul adecvat al sociologiei se află la intersecția dintre biografie și istorie, și a fost primul care a folosit sintagma "imaginație sociologică".
Imaginația sociologică oferă o perspectivă mai largă și mai profundă asupra istoriei: "ne ajută să înțelegem faptul că fiecărei epoci îi este propriu un anumit stil de gândire." O consecință a imaginației sociologice este aceea că individul poate să-și înțelegă propria experiență și poate controla propriul destin doar prin propria localizare în perioada în care trăiește. Fiecare individ, de la o generație la alta, trăiește într-o anumită societate; fiecare are o biografie proprie; fiecare face parte dintr-o anumită perioadă istorică. Relația individ-societate sau cea individ-istorie este una mutuală: prin simplul fapt că trăiește, individul contribuie la formarea societății și a cursului istoriei, chiar în timp ce este modelat de societate și istorie. În acest fel, oamenii depășesc experiența personală, care este una limitată, și pot înțelege forțele sociale care le influențează și organizează viața.
Așadar, imaginația sociologică permite înțelegerea, cunoașterea istoriei și a biografiei, precum și a relațiilor dintre acestea două în cadrul societății.